# Herrarnas tvåa utan styrman i rodd vid olympiska sommarspelen 2004
Herrarnas tvåa utan styrman i rodd vid olympiska sommarspelen 2004 avgjordes mellan den 14 och 21 augusti 2004.

## Medaljörer
| Gren              | Guld                              | Silver                               | Brons                                    |
| Tvåa utan styrman | Drew Ginn och James Tomkins (AUS) | Siniša Skelin och Nikša Skelin (CRO) | Donovan Cech och Ramon di Clemente (RSA) |

## Resultat

### Heat 1 (14 augusti)
1. Australien: Drew Ginn, James Tomkins, 6:55,04 → SF
2. Serbien och Montenegro: Nikola Stojić, Mladen Stegic, 6:58,11 → SF
3. Storbritannien: Toby Garbett, Rick Dunn, 6:58,95 → SF
4. Argentina: Walter Naneder, Marcos Morales, 7:02,29 → R
5. Slovenien: Matija Pavšič, Andrej Hrabar, 7:05,36 → R

### Heat 2 (14 augusti)
1. Sydafrika: Donovan Cech, Ramon di Clemente, 6:57,06 → SF
2. Kroatien: Siniša Skelin, Nikša Skelin, 7:01,28 → SF
3. USA: Luke Walton, Artour Samsonov, 7:11,81 → SF
4. Tjeckien: Adam Michalek, Petr Imre, 7:26,19 → R

### Heat 3 (14 augusti)
1. Nya Zeeland: Nathan Twaddle, George Bridgewater, 6:54,75 → SF
2. Kanada: Dave Calder, Chris Jarvis, 6:56,23 → SF
3. Italien: Giuseppe de Vita, Dario Lari, 7:03,12 → SF
4. Tyskland: Tobias Kuehne, Jan Herzog, 7:14,16 → R

### Återkval (17 augusti)
1. Tyskland: Tobias Kuehne, Jan Herzog, 6:28,40 → SF
2. Argentina: Walter Naneder, Marcos Morales, 6:28,98 → SF
3. Slovenien: Matija Pavšič, Andrej Hrabar, 6:30,89 → SF
4. Tjeckien: Adam Michalek, Petr Imre, 6:33,24

### Semifinaler

#### Semifinal A (18 augusti)
1. Australien (Drew Ginn, James Tomkins) 6:22,60 FA
2. Kroatien (Siniša Skelin, Nikša Skelin) 6:23,57 FA
3. Nya Zeeland (Nathan Twaddle, George Bridgewater) 6:24,49 FA
4. Storbritannien (Toby Garbett, Rick Dunn) 6:25,06 FB
5. Italien (Giuseppe de Vita, Dario Lari) 6:31,26 FB
6. Argentina (Walter Naneder, Marcos Morales) 7:19,57 FB

#### Semifinal B (18 augusti)
1. Tyskland (Tobias Kuehne, Jan Herzog) 6:25,47 FA
2. Serbien och Montenegro (Nikola Stojić, Mladen Stegic) 6:27,50 FA
3. Sydafrika (Donovan Cech, Ramon di Clemente) 6:28,48 FA
4. USA (Luke Walton, Artour Samsonov) 6:32,51 FB
5. Slovenien (Matija Pavšič, Andrej Hrabar)  6:46,12 FB
6. Kanada (Dave Calder, Chris Jarvis) Excluded FB

### Finaler

#### Final A (21 augusti)
1. Australien (Drew Ginn, James Tomkins) 6:30,76
2. Kroatien (Siniša Skelin, Nikša Skelin) 6:32,64
3. Sydafrika (Donovan Cech, Ramon di Clemente) 6:33,40
4. Nya Zeeland (Nathan Twaddle, George Bridgewater) 6:34,24
5. Serbien och Montenegro (Nikola Stojić, Mladen Stegic) 6:39,74
6. Tyskland (Tobias Kuehne, Jan Herzog) 6:46,50

#### Final B (19 augusti)
1. Storbritannien (Toby Garbett, Rick Dunn) 6:22,04
2. Italien (Giuseppe de Vita, Dario Lari) 6:22,08
3. Slovenien (Matija Pavšič, Andrej Hrabar)  6:27,11
4. Argentina (Walter Naneder, Marcos Morales) 6:27,88
5. USA (Luke Walton, Artour Samsonov) 6:30,49
6. Kanada (Dave Calder, Chris Jarvis) DNS